# DINK
"DINK" er et akronym, der står for "double income, no kids" or "dual income, no kids" (dobbelt indkomst, ingen børn), og det referer til par, der er frivillig barnløse. Det beskriver par uden børn, som bor sammen og hvor begge får løn; da begge personers indkomst går til den samme husholdning kan de leve mere økonomisk bekvemt end par, der bor sammen og bruger en del af deres indkomst på at have og opdrage børn. Begrebet opstod på højdepunktet af yuppie-kulturen i 1980'erne. Den store recession fra omkring 2007 og forstærkede denne sociale tendens, da flere par ventede længere med at få børn eller helt valgte ikke at få børn.